# سی‌اس‌اس تالاهاس
سی‌اس‌اس تالاهاس (به انگلیسی: CSS Tallahassee) یک کشتی بود که طول آن ۲۲۰ فوت (۶۷ متر) بود. این کشتی در سال ۱۸۶۴ ساخته شد.